# Börspost
En hel börspost (även kallad handelspost) kan sägas vara en inofficiell minimigräns för minsta antalet aktier man kan/bör köpa på en och samma gång. Stockholmsbörsen tillämpar inte längre börsposter, Oslo börs gör det däremot.
Börsposter är lätta att sälja och köpa. Det går att köpa och sälja färre aktier än en hel börspost. Om ordervolymen understiger volymen för en börspost flyttas ordern till småordermarknaden. 
Order som är mindre än en handelspost läggs in i småordermarknaden där de matchas mot övriga småorder och sammanförs till avslut. Avslut i småordermarknaden sker till den kurs som för stunden gäller i handelspostmarknaden.
En timme efter marknadplatsens öppning, då de flesta aktiernas prisnivå förväntas vara stabiliserad, startar handeln i småordermarknaden och pågår sedan under resten av handelsdagen. 
På den marknaden ligger ordern tills tillräckligt småorder finns för att fylla en börspost.
Att göra avslut på mindre än en börspost (uddaorder) kan ta lite längre tid.